# Bukowno
Bukowno é um município da Polônia, na voivodia da Pequena Polônia e no condado de Olkusz. Estende-se por uma área de 64,59 km², com 10 333 habitantes, segundo os censos de 2016, com uma densidade de 160,0 hab/km².